# Concert per a flauta, arpa i orquestra (Mozart)
El Concert per a flauta, arpa i orquestra en do major, K. 299 (297c), és una composició de Wolfgang Amadeus Mozart. És un dels dos concerts dobles que va escriure i la seva única peça per a arpa. El concert és un dels més populars en el repertori de l'instrument.
El concert fou escrit l'abril de 1778 durant un viatge des de París fins a la cort de Guînes. Va ser encarregat, encara que mai pagat, per Adrien-Louis de Bonnières, Duc de Guînes (1735-1806), que al seu torn era intèrpret de flauta; a més, la seva filla, Marie-Louise-Philippine (1759–1796), tocava l'arpa, i va rebre lliçons de composició de Mozart. No és del tot segur si el duc de Guines i la seva filla Marie realment mai van arribar a tocar aquest concert.

## Estructura
Estructuralment i harmònicament, aquest concert és similar als altres de Mozart, i està constituït per tres moviments (ràpid-lent-ràpid):
1. Allegro
2. Andantino
3. Rondeau – Allegro.

Hi ha moments que els dos solistes dialoguen amb l'orquestra i, en altres, actuen com un duet mentre l'orquestra calla. La flauta i arpa van alternant la melodia i l'acompanyament. En alguns passatges, estableixen un contrapunt els dos instruments sols. El darrer moviment, segueix la següent forma harmònica: A–B–C–D–C–B (cadenza)–A (coda).

## Audició
Interpretació del concert a càrrec de Alexander Murray (flauta), Ann Yeung (arpa) amb la Sinfonia da Camera University of Illinois. Ian Hobson, director.
| [[:Image:\|I. Allegro]]    |
| [[Fitxer:\|180px\|noicon]] |
|                            |
|                            |
| II. Andantino              |
|                            |
|                            |
|                            |
| III. Rondeau – Allegro     |
|                            |
|                            |
|                            |